# Monaco - Sull'orlo della guerra
Monaco - Sull'orlo della guerra (Munich – The Edge of War) è un film del 2021 diretto da Christian Schwochow.
La pellicola è l'adattamento cinematografico del romanzo di Robert Harris Monaco (2017).
Il film narra delle vicende legate alla Conferenza di Monaco del 1938, a tutti gli effetti prodromi del secondo conflitto mondiale.

## Trama
Nel 1932, Hugh Legat e i suoi amici tedeschi Paul von Hartmann e la fidanzata di quest'ultimo, Lena, celebrano la loro laurea all'Università di Oxford. Hartmann insiste che Legat lo visiti a Monaco per sperimentare la "Nuova Germania".
Sei anni dopo, Legat è distaccato dal Foreign Office britannico e lavora come segretario privato del primo ministro Neville Chamberlain.  L'Europa è sull'orlo della guerra:  Chamberlain si sforza di ottenere la pace con Adolf Hitler ad ogni costo, anche se ciò significa consentire alla Germania di prendere il controllo dei Sudeti dalla Cecoslovacchia. Chamberlain scrive a Benito Mussolini nel tentativo di fermare l'azione militare;  apparentemente funziona e Hitler è d'accordo, invitando Chamberlain e il presidente del Consiglio francese Édouard Daladier a Monaco per una conferenza.
Nel frattempo, Hartmann lavora come traduttore presso il Ministero degli Affari Esteri tedesco a Berlino mentre complotta segretamente con un generale della Wehrmacht nel tentativo di rovesciare Hitler se gli alti ufficiali dell'esercito accettano di arrestarlo e prendere il controllo. Il generale ritiene che ciò non possa essere realizzato a meno che Hitler non sia autorizzato a invadere i Sudeti, mentre Hartmann dubita della determinazione collettiva dei generali. Hartmann riceve un documento rubato dalla sua amante, Helen Winter, dove è indicato che Hitler intende occupare vari territori dell'Europa, per poi annetterli allo Stato tedesco.  Hartmann e gli altri si riuniscono di nuovo e concordano sul fatto che fornire le informazioni a Chamberlain mentre è a Monaco è la loro migliore opzione; Hartmann rivela di avere un fidato ex compagno di classe, Legat, che probabilmente può aiutare.  Hartmann riceve un revolver per assassinare Hitler se si presentasse l'occasione.
A Londra, Legat viene contattato da Sir Alexander Cadogan e Sir Stewart Menzies dell'MI6 in merito al documento in possesso di Hartmann.  Si suggerisce che Legat accompagni Chamberlain alla conferenza, si incontri con Hartmann e recuperi il documento. Accetta di aiutare, nonostante i pericoli associati allo spionaggio. Legat convince Chamberlain a portarlo con sé a Monaco come traduttore.
Hartmann sale sul treno di Hitler diretto a Monaco, dove condivide il suo scompartimento con un amico d'infanzia, Franz Sauer. Dopo aver scoperto che Sauer è diventato un ufficiale della SS, Hartmann nasconde i documenti e la pistola nel bagno dello scompartimento. Hartmann sorprende Sauer a frugare nella sua valigia e si rende conto che Sauer è diventato sospettoso di lui. Successivamente, Hartmann incontra Hitler, che lo rimprovera per la sua educazione ad Oxford.
A Monaco, Legat e Hartmann si riuniscono, un flashback rivela che hanno avuto un litigio nel 1932 dopo un'accesa discussione verbale relativa all'allora sostegno di Hartmann al partito nazista. Legat accetta di prendere possesso del documento, ma non è in grado di trasmetterlo a Chamberlain. Con la firma dell'accordo imminente, Hartmann insiste affinché presentino immediatamente l'argomento a Chamberlain e lo convincano a non firmare l'Accordo di Monaco. Legat e Hartmann incontrano Chamberlain, che si fa beffe dell'idea di non firmare sulla base di vaghi piani militari tedeschi per un colpo di stato e si rifiuta di agire. Hartmann porta Legat in una casa di cura locale per vedere Lena, rivelando che nel 1935 partecipò a un raduno antinazista, solo per avere una stella di David incisa sulla schiena ed essere gettata da una finestra dopo che fu scoperta essere ebrea, con conseguente paralisi e incapacità di parlare. Hartmann rivela che intende assassinare Hitler, con grande sgomento di Legat.  Quando Legat torna al suo hotel, scopre che la sua stanza è stata saccheggiata da Sauer, che lo attacca. Legat scopre che il documento è sparito e va nel panico, ma riesce a inviare un messaggio discreto a Hartmann che lo informa. Quest'ultimo incontra Hitler ma non riesce a sparargli. Viene firmato l'accordo di Monaco.
Mentre Legat entra nell'auto diretta all'aeroporto, la dattilografa Joan Menzies rivela di essere la nipote del colonnello Sir Stewart Menzies, l'allora capo dei servizi segreti, che è stata assegnata per aiutare Legat nella sua attività di spionaggio, e che ha preso possesso del documento per impedire a Sauer di trovarlo. Chamberlain torna in Gran Bretagna e pronuncia il suo famoso discorso sulla Pace per il nostro tempo. Legat torna a casa dalla moglie e dal figlio, rivelando che intende lasciare il servizio diplomatico e unirsi alla RAF. Alla fine l'accordo di Monaco fallisce e inizia la seconda guerra mondiale. Chamberlain si dimette diversi mesi dopo, morendo poco dopo.  Ma a causa dell'accordo firmato, l'inizio della guerra viene posticipato, concedendo alla Gran Bretagna più tempo per prepararsi.

## Produzione

### Sviluppo
Nel novembre 2020 fu annunciato che Jeremy Irons, George MacKay, Jannis Niewöhner, Sandra Hüller, Liv Lisa Fries ed August Diehl si erano uniti al cast del film, che sarebbe stato sceneggiato da Ben Power e diretto da Christian Schwochow.

### Riprese
Le riprese sono iniziate nel novembre 2020 e si sono svolte a Liverpool, Berlino e Monaco.

## Promozione
Il primo trailer del film è stato rilasciato il 6 dicembre 2021.

## Distribuzione
Il film ha avuto la sua prima al British Film Institute il 13 ottobre 2021.
Originariamente prevista per il 2021, la distribuzione al grande pubblico del film è stata posticipata al 21 gennaio 2022, data in cui Monaco: sull'orlo della guerra è stato reso disponibile sulla piattaforma Netflix.

## Accoglienza
Su Rotten Tomatoes, l'86% delle 74 recensioni della critica sono positive, con una valutazione media di 6,7/10. Metacritic, che utilizza una media ponderata, ha assegnato al film un punteggio di 53 su 100, basato su 20 critici, indicando recensioni "miste o medie".

## Revisionismo e accuratezza storica
Sebbene i personaggi principali siano stati romanzati per esigenze narrative, l’autore e il film hanno attribuito a Chamberlain un ruolo più comprensivo nella fase che ha preceduto la Seconda Guerra Mondiale. Spesso considerato un codardo per la sua politica di “appeasement” nei confronti di Hitler, alcuni storici moderni sostengono che la Conferenza di Monaco sia stata in realtà una tattica dilatoria per permettere al Regno Unito di prepararsi a un’inevitabile guerra con la Germania nazista.
Il film stesso presenta la conferenza come un’ipotesi di “migliore e peggiore scenario”: nel migliore dei casi, Hitler avrebbe rinunciato all’invasione pianificata della Cecoslovacchia; nel peggiore, l’accordo avrebbe concesso al Regno Unito il tempo necessario per consolidare le proprie alleanze, riarmare le forze militari e, forse, ottenere il coinvolgimento degli Stati Uniti.